# Associação Desportiva de Machico
Maillots

L'Associação Desportiva de Machico est un club portugais de football basé à Machico en Madère.

## Historique
- 1969 : fondation du club